# Uwe Reinders
Uwe Reinders (* 19. Januar 1955 in Essen) ist ein ehemaliger deutscher Fußballspieler und -trainer.

## Spielerkarriere

### Verein
Reinders begann mit dem Fußballspielen in der Jugend beim TBV Frillendorf und dem Polizei SV Essen, bevor er 1974 zu Schwarz-Weiß Essen wechselte, wo er in zwei Spielzeiten der 2. Bundesliga Nord acht Tore erzielte. In der Fußball-Bundesliga spielte er von 1977 bis 1980 sowie von 1981 bis 1985 in 206 Spielen für Werder Bremen und erzielte dabei 67 Bundesliga-Tore, davon 16 durch Elfmeter. Außerdem absolvierte er in der Saison 1980/81 37 Spiele für Werder Bremen in der 2. Fußball-Bundesliga Nord, in denen er sechzehnmal traf, davon dreimal bei Elfmetern. Zudem erzielte er vier Tore im DFB-Pokal und zwei Tore in europäischen Vereinswettbewerben. 1985 ging er nach Frankreich zu Girondins Bordeaux, mit denen er in seiner ersten Saison französischer Pokalsieger wurde. Im Spätherbst 1986 wechselte er innerhalb der Saison zu Stade Rennes, mit dem er am Ende des Spieljahres aus der Erstklassigkeit abstieg. Nach 46 Spielen und 15 Toren in der französischen Division 1 war er als Spielertrainer noch ein Jahr für Eintracht Braunschweig in der Oberliga Nord (18 Spiele, acht Tore) tätig.
1982 bereitete Reinders beim 1:0-Sieg von Werder Bremen gegen den FC Bayern München das sogenannte Einwurf-Tor vor, bei dem der Münchner Torhüter Jean-Marie Pfaff einen Einwurf von Uwe Reinders ins eigene Tor lenkte. Reinders wurde und wird zwar oft als Torschütze genannt, dennoch handelte es sich bei dem Treffer um ein Eigentor von Pfaff, da aus einem Einwurf kein Tor direkt erzielt werden kann.

### Nationalmannschaft
Reinders absolvierte vier Länderspiele für die deutsche Nationalmannschaft. Sein Debüt gab er kurz vor der WM am 12. Mai 1982 gegen die norwegische Auswahl. Beim 4:2-Auswärtssieg wurde Reinders in der 62. Minute für Paul Breitner eingewechselt. Im WM-Spiel gegen Chile am 20. Juni 1982 erzielte er seinen einzigen Treffer für die Nationalelf. Am 2. Juli 1982 machte er gegen die spanische Fußballnationalmannschaft in der zweiten WM-Finalrunde sein letztes Spiel. Danach verletzte er sich beim Freizeitsport und konnte bei der WM nicht mehr eingesetzt werden. In allen vier Begegnungen für Deutschland wurde Reinders entweder ein- oder ausgewechselt.

## Erfolge als Spieler

### Verein
- Vizemeister mit Werder Bremen: 1983, 1985
- Französischer Pokalsieger mit Girondins Bordeaux: 1986

### Nationalmannschaft
- Vizeweltmeister: 1982

## Trainerkarriere
Nach seiner Karriere als Spieler ist Reinders als Trainer tätig. Zuerst bei Eintracht Braunschweig, dann bei Hansa Rostock, wo er 1990/91 letzter Meister der DDR-Oberliga und letzter FDGB-Pokal-Sieger wurde und Rostock so für die Bundesliga qualifizierte. In der folgenden Bundesligasaison wurde Reinders am 27. Spieltag beim abstiegsbedrohten F.C. Hansa entlassen. Vorangegangen waren Meinungsverschiedenheiten mit dem Vereinsvorsitzenden Gerd Kische. Reinders strengte anschließend eine Kündigungsschutzklage gegen den F.C. Hansa an.
Er trainierte im Folgenden von 1992 bis März 1993 den MSV Duisburg, von 1993 bis 1994 Hertha BSC und von 1996 bis 1997 den FC Sachsen Leipzig. Ab 2002 war er als Trainer von Eintracht Braunschweig in der 2. Liga und nach dem Abstieg 2003 bis Anfang März 2004 in der Regionalliga Nord beschäftigt. 2005 hatte er zwei kurze Engagements beim 1. FC Pforzheim in der Verbandsliga Nordbaden bis zum Ende der Saison 2004/5 und in der Saison 2005/6 beim Brinkumer SV in der Oberliga Nord bis zu seinem Rücktritt im Dezember 2005. Am 26. April 2011 übernahm Uwe Reinders kurzzeitig den Cheftrainerposten beim Nord-Regionalligisten FC Oberneuland, konnte dessen Abstieg in die Bremen-Liga jedoch nicht mehr verhindern. Dafür konnte unter seiner Leitung der Bremer Pokal (Lotto-Pokal) gewonnen werden, wodurch sich der FC Oberneuland für den DFB-Pokal 2011/12 qualifizierte. Dennoch verließ Reinders den Klub zum Saisonende.

## Privatleben
Reinders hat eine Ausbildung zum Industriekaufmann abgeschlossen und lebt in Achim im Landkreis Verden. Er hat einen Sohn und eine Enkelin. Seine Ehefrau, mit der er seit 1979 verheiratet war, ist 2008 verstorben. Anlässlich seines 60. Geburtstags sagte Reinders gegenüber dem Sport-Informations-Dienst, er leide unter Herzproblemen. In einem Bericht des Deutschen Fußball-Bundes wurde er 2015 als „Draufgänger mit der manchmal vorlauten Klappe“ bezeichnet, das Hamburger Abendblatt nannte ihn 1992 den „wortgewaltigen Essener, der sich durch Bescheidenheit selten auszuzeichnen versteht“. Eigener Aussage nach hatte Reinders 1982 bei einer Spielbank eine Million D-Mark Schulden.